# Parné-sur-Roc
Parné-sur-Roc è un comune francese di 1 270 abitanti situato nel dipartimento della Mayenne nella regione dei Paesi della Loira.
È bagnato dai fiumi Jouanne ed Ouette.

## Società

### Evoluzione demografica
Abitanti censiti